# ジョシュ・グリスピ
ジョシュ・グリスピ（Josh Grispi、1988年10月14日 - ）は、アメリカ合衆国の男性総合格闘家。マサチューセッツ州ボストン出身。サウスショア・スポーツ・ファイティング所属。

## 来歴
13歳で格闘技を始めた。
2006年9月23日に17歳11か月でプロデビューし、10勝1敗の成績を残した。

### WEC
2008年2月13日、WEC初参戦となったWEC 32でマーク・ホーミニックと対戦し、チョークスリーパーで一本勝ち。8月3日、WEC 35でミカ・ミラーと対戦し、開始50秒パウンドによるTKO勝ち。12月3日、WEC 37でディエゴ・ヌネスと対戦予定であったが、欠場となった。
2009年6月7日、WEC 41でジェンス・パルヴァーと対戦し、開始33秒ギロチンチョークで一本勝ち。その後、負傷していた足首の手術を行ない、ブランクを作った。
2010年6月20日、1年ぶりの復帰戦となったWEC 49でL.C.デイビスと対戦し、ギロチンチョークで一本勝ち。サブミッション・オブ・ザ・ナイトを受賞した。WEC戦績は4戦全勝、すべて1R勝利となった。
2010年11月11日のWEC 52でエリック・コクと対戦予定であったが、UFCによるWEC統合に伴い初代UFC世界フェザー級王座に認定されたジョゼ・アルドに2011年1月1日のUFC 125で挑戦することが決まったため、欠場となった。その後、アルドが負傷したため、タイトルマッチはキャンセルされた。

### UFC
2011年1月1日、UFC初参戦となったUFC 125でダスティン・ポイエーと対戦し、0-3の判定負けを喫した。その後、4連敗を喫しUFCを解雇された。
2014年8月、家庭内暴力を振るった疑いで逮捕された。

## 戦績
| 総合格闘技 戦績 | 総合格闘技 戦績 | 総合格闘技 戦績 | 総合格闘技 戦績 | 総合格闘技 戦績 | 総合格闘技 戦績 | 総合格闘技 戦績 |
| --------------- | --------------- | --------------- | --------------- | --------------- | --------------- | --------------- |
| 19 試合         | (T)KO           | 一本            | 判定            | その他          | 引き分け        | 無効試合        |
| 14 勝           | 6               | 7               | 1               | 0               | 0               | 0               |
| 5 敗            | 1               | 2               | 2               | 0               | 0               | 0               |

| 勝敗 | 対戦相手                       | 試合結果                     | 大会名                                      | 開催年月日     |
| ×    | アンディ・オーグル             | 5分3R終了 判定0-3            | UFC on Fuel TV 7: Barao vs. McDonald        | 2013年2月16日  |
| ×    | ハニ・ヤヒーラ                 | 1R 3:15 ノースサウスチョーク | UFC on FOX 4: Shogun vs. Vera               | 2012年8月4日   |
| ×    | ジョージ・ループ               | 3R 3:14 KO（右ボディブロー） | The Ultimate Fighter 13 Finale              | 2011年6月4日   |
| ×    | ダスティン・ポイエー           | 5分3R終了 判定0-3            | UFC 125: Resolution                         | 2011年1月1日   |
| ○    | L.C.デイビス                   | 1R 2:33 ギロチンチョーク     | WEC 49: Varner vs. Shalorus                 | 2010年6月20日  |
| ○    | ジェンス・パルヴァー           | 1R 0:33 ギロチンチョーク     | WEC 41: Brown vs. Faber 2                   | 2009年6月7日   |
| ○    | ミカ・ミラー                   | 1R 0:50 TKO（パウンド）      | WEC 35: Condit vs. Miura                    | 2008年8月3日   |
| ○    | マーク・ホーミニック           | 1R 2:55 チョークスリーパー   | WEC 32: Condit vs. Prater                   | 2008年2月13日  |
| ○    | スペンサー・ペイジ             | 1R 0:11 KO（ハイキック）     | FFP: Untamed 18 【FFPフェザー級王座決定戦】 | 2007年12月15日 |
| ○    | ポール・ゴーマン               | 1R 2:29 三角絞め             | FFP: Untamed 14                             | 2007年6月16日  |
| ○    | グレン・メデイロス             | 1R 0:40 TKO（パンチ連打）    | Reality Fighting: Domination                | 2007年4月28日  |
| ○    | チャーリー・マーフィー         | 1R 腕ひしぎ十字固め          | WFL 16: Moment of Truth 2                   | 2007年3月31日  |
| ○    | フェルナンド・バーナーディーノ | 5分3R終了 判定2-0            | FFP: Untamed 10                             | 2007年3月10日  |
| ○    | エドワード・オドキーナ         | 1R 1:11 腕ひしぎ十字固め     | WFL 15: Winter Brawl 2007                   | 2007年2月3日   |
| ×    | エンリケ・ビルカルホ           | 1R 1:32 ヒールホールド       | Combat Zone 19: Above and Beyond            | 2006年12月2日  |
| ○    | エディ・フェリックス           | 1R 0:49 TKO（パンチ連打）    | FFP: Untamed 8                              | 2006年11月18日 |
| ○    | クライド・ガンティエール       | 1R TKO（パンチ連打）         | WFL 12: Calloway Cup 3                      | 2006年10月28日 |
| ○    | ダン・ボーネル                 | 1R 0:27 ギロチンチョーク     | Combat Zone 18: Street Justice 2            | 2006年10月14日 |
| ○    | ニック・ジマーマン             | 1R 0:18 TKO（パンチ連打）    | Reality Fighting: Invasion                  | 2006年9月23日  |

## 獲得タイトル
- FFPフェザー級王座（2007年）

## 表彰
- WEC サブミッション・オブ・ザ・ナイト（1回）